# فيكتوريا أميرة بريطانيا وإمبراطورة ألمانيا
فيكتوريا أديلايد ماري لويزا (بالإنجليزية Victoria Adelaide Mary Louisa) عاشت بين (21 نوفمبر 1840م - 5 أغسطس 1901) وكانت أكبر أبناء الملكة فيكتوريا ملكة المملكة المتحدة والأمير ألبرت. وأصبحت أميرة بريطانيا عام 1841م. وتولت منصب إمبراطورة ألمانيا، وملكة بروسيا بزواجها من الإمبراطور الألماني فريدرش الثالث. وبعد موت زوجها عرفت بلقب «الإمبراطورة فريدريك».
تلقت فيكتوريا تعليمها من قبل والدها في بيئة ليبرالية، وتزوجت في سن السابعة عشر من الأمير فريدريك من بروسيا، وأنجبت منه ثمانية أطفال. شاركت فيكتوريا فريدريك آرائه الليبرالية وأملت أن تصبح بروسيا والإمبراطورية الألمانية اللاحقة ملكية دستورية على غرار النموذج البريطاني. تعرضت فيكتوريا للانتقاد بسبب تبنيها هذه الآراء وبسبب أصولها الإنجليزية، وعانت من نبذ آل هوهنتسولرن وبلاط برلين. زادت هذه العزلة بعد صعود أوتو فون بسمارك إلى السلطة عام 1862.
حملت فيكتوريا لقب إمبراطورة لبضعة أشهر فقط، وحينها امتلكت فرصة التأثير على سياسة الإمبراطورية الألمانية. توفي فريدريك الثالث في عام 1888 -بعد 99 يوم من تتويجه- بسبب سرطان الحنجرة وخلفه ابنهما ويليام الثاني، الذي امتلك آراء أكثر تحفظًا من والديه. بعد وفاة زوجها، أصبحت معروفة باسم الإمبراطورة فريدريك (بالألمانية: Kaiserin Friedrich). استقرت الإمبراطورة الأرملة في كرونبرج إم تانوس حيث بنت قلعة فريدريشوف التي سميت تيمنًا باسم زوجها الراحل. زادت عزلة فيكتوريا بعد زواج بناتها الصغيرات، وتوفيت بسبب سرطان الثدي في 5 أغسطس 1901، بعد فترة وجيزة من وفاة والدتها في 22 يناير 1901.
ما تزال المراسلات بين فيكتوريا ووالديها محفوظة؛ إذ يوجد 3777 رسالة من الملكة فيكتوريا إلى ابنتها الكبرى، ونحو 4000 رسالة من الإمبراطورة إلى والدتها محفوظة ومفهرسة. أعطت هذه الرسائل نظرة تفصيلية عن الحياة في البلاط البروسي بين عامي 1858 و1900.

## حياتها المبكرة وتعليمها
ولدت الأميرة فيكتوريا في 21 نوفمبر 1840 في قصر باكنغهام بلندن. كانت الطفلة الأولى للملكة فيكتوريا وزوجها الأمير آلبرت. عندما ولدت، صاح الطبيب بحزن: «يا سيدتي: إنها فتاة!» ردت الملكة: «لا تهتم، في المرة القادمة سأنجب أميرًا!».
عمدت الأميرة في غرفة العرش بقصر باكنغهام في 10 فبراير 1841 (في الذكرى السنوية الأولى لزواج والديها) من قبل رئيس أساقفة كانتربري -ويليام هاولي. خصص لتعميدها جرن الليلي، وكان عرابوها الملكة أديلايد (عمتها الكبرى) وملك البلجيك (عمها الأكبر) ودوق ساكس-كوبرغ وغوتا (جدها من ناحية الأب. حضر دوق ويلينجتون بدلًا عنه) ودوق ساسكس (خالها الأكبر) ودوقة غلوستر (خالتها الكبرى) ودوقة كينت (جدتها).
ولدت فيكتوريا لتكون أميرة بريطانية باعتبارها ابنة الملك. في 19 يناير 1841، أعطيت لقب الأميرة الملكية، وهو لقب يمنح أحيانًا إلى الابنة الكبرى للملك. كانت فيكتوريا الوريثة المفترضة لعرش المملكة المتحدة، قبل ولادة شقيقها الأصغر الأمير آلبرت إدوارد (لاحقًا الملك إدوارد السابع) في 9 نوفمبر 1841. ضمن عائلتها، كانت فيكتوريا معروفة باسمها المصغر فيكي.
قرر الزوجان الملكيان منح أطفالهما تعليم كامل قدر الإمكان. خلفت الملكة الأم عمها الملك ويليام الرابع بعمر الثامنة عشر. وفي الحقيقة، كانت تعتقد أنها غير مستعدة بشكل كافي لتولي الشؤون الحكومية. في المقابل، تلقى الأمير آلبرت، المولود في دوقية ساكسونيا كوبورغ وغوتا الصغيرة، تعليمًا أكثر دقة بفضل عمه الملك ليوبولد الأول ملك بلجيكا.
بعد ولادة فيكتوريا بفترة وجيزة، كتب الأمير آلبرت مذكرات توضح بالتفصيل مهام وواجبات جميع المعنيين بتعليم الأطفال الملكيين. وبعد عام ونصف، كتب البارون ستوكمار، المقرب من الزوجين الملكيين، وثيقة أخرى مؤلفة من 48 صفحة توضح بالتفصيل المبادئ التعليمية الواجب استخدامها مع الأميرة الصغيرة. مع ذلك، لم يملك الزوجان أفكار واضحة وصحيحة عن التطور التعليمي المناسب للطفل. اعتقدت الملكة فيكتوريا، على سبيل المثال، أن مص الطفلة لأساورها علامة على نقص التعليم. ولهذا، اعتنى الزوجان باختيارهم أول مربيتين للأميرة، وذلك وفقًا لهانا باكولا، كاتبة سيرة الإمبراطورة الألمانية المستقبلية. أدارت السيدة ليتيلتون، الخبيرة في التعامل مع الأطفال، الحضانة التي مر بها جميع الأطفال الملكيين بعد عام فيكتوريا الثاني. تمكنت الشابة الدبلوماسية من تخفيف المطالب غير الواقعية للزوجين الملكيين. وطدت المعلمة القديرة والمربية الثانية للأطفال، سارة آن هيلديارد، علاقتها مع طلابها بسرعة كبيرة.
بدأت فيكتوريا، الحذقة والذكية، في تعلم اللغة الفرنسية بعمر 18 شهر، وبدأت في دراسة اللغة الألمانية عندما كانت في الرابعة من عمرها. إضافةً لذلك، تعلمت فيكتوريا اليونانية واللاتينية. عندما أصبحت بعمر السادسة، أضيفت دروس الحساب والجغرافيا والتاريخ إلى منهاجها، وعلمها والدها السياسة والفلسفة إضافةً لذلك. كذلك، درست فيكتوريا العلوم والآداب. كان نظام دراستها اليومي يبدأ الساعة 8:20 صباحًا وينتهي الساعة 18:00 تتخلل ذلك ثلاث ساعات استراحة. على عكس شقيقها، الذي كان برنامجه التعليمي أكثر قسوة، كانت فيكتوريا طالبة متفوقة ومتعطشة دائمًا للمعرفة، ولكنها كانت صعبة المراس. 
أرادت الملكة فيكتوريا -وزوجها- أن يعيش أطفالها خارج حياة البلاط قدر الإمكان، ولهذا اقتنوا منزل أوزبورن في جزيرة وايت. بالقرب من المبنى الرئيسي، بنى آلبرت لأطفاله منزل ريفي على الطراز السويسري مع مطبخ صغير وورشة نجارة. تعلم الأطفال الملكيون في هذا المبنى العمل اليدوي والحياة العملية. لعب الأمير آلبرت دور كبير في تعليم ذريته؛ فقد تابع عن كثب تقدم أطفاله وأعطاهم بعض الدروس بنفسه، بالإضافة إلى قضائه بعض الوقت في اللهو معهم. ذكر الوصف تقديس فيكتوريا لوالدها وتبنيها رؤاه الليبرالية.

### أول لقاء مع فريدريك
كان الأمير وليام من بروسيا وزوجته الأميرة أوغستا من ساكس-فايمار-آيزناخ أصدقاء الملكة فيكتوريا والأمير آلبرت من الاتحاد الألماني. كذلك، كانت الملكة البريطانية على تواصل دائم مع قريبتها أوغستا منذ عام 1846. إضافةً لذلك، عززت الثورة التي اندلعت في برلين عام 1848 الروابط بين الزوجين الملكيين؛ إذ تحتم على الوريث المفترض للعرش البروسي البقاء في البلاط البريطاني لمدة ثلاثة أشهر.
في عام 1851، عاد ويليام إلى لندن مع زوجته وطفليه (فريدريك ولويز) لحضور المعرض الكبير، وحينها التقت فيكتوريا بزوجها المستقبلي للمرة الأولى. كانت علاقتهما جيدة للغاية على الرغم من فارق السن (كانت تبلغ من العمر 11 عام، بينما كان هو 19 عام). لتعزيز التواصل بين الاثنين، طلبت الملكة فيكتوريا والأمير آلبرت من ابنتهما تعريف فريدريك على المعرض. تحدث الأميرة اللغة الألمانية بطلاقة خلال الزيارة، بينما لم ينطق الأمير سوى كلمات قليلة باللغة الإنجليزية. كان اللقاء ناجحًا، وبعد سنوات، استذكر الأمير فريدريك الانطباع الإيجابي الذي تركته فيكتوريا خلال هذه الزيارة بمزيج من البراءة والفضول الفكري والبساطة.
لم يكن لقاؤه مع فيكتوريا الصغيرة السبب الوحيد لإعجاب فريدريك في الزيارة الإنجليزية التي امتدت أربعة أسابيع؛ إذ شارك الأمير البروسي الشاب أفكاره الليبرالية مع الأمير الإنجليزي. كان فريدريك مفتونًا بالعلاقات بين أفراد العائلة المالكة البريطانية. في لندن، لم تكن حياة البلاط جامدة ومحافظة كما هو الحال في برلين؛ فقد كانت علاقة الملكة فيكتوريا والأمير آلبرت بأطفالهما مختلفة تمامًا عن علاقة ويليام وأوغستا بهم.
بدأ فريدريك مراسلات وثيقة مع فيكتوريا بعد عودته إلى ألمانيا. نشأت هذه الصداقة بناءً على رغبة الملكة فيكتوريا وزوجها في إقامة علاقات أوثق مع بروسيا. في رسالة إلى عمها ملك بلجيكا، عبرت الملكة البريطانية عن رغبتها في أن يؤدي اللقاء بين ابنتها والأمير البروسي إلى توثيق العلاقة بين الشابين.

## روابط خارجية
- فيكتوريا أميرة بريطانيا وإمبراطورة ألمانيا على موقع IMDb (الإنجليزية)
- فيكتوريا أميرة بريطانيا وإمبراطورة ألمانيا على موقع الموسوعة البريطانية (الإنجليزية)